# Sân bay Jessore
Sân bay Jessore (IATA: JSR, ICAO: VGJR) là một sân bay ở Jessore, Bangladesh. Đây là một sân bay hỗn hợp quân sự và dân sự thuộc quản lý của Cục hàng không dân dụng Bangladesh. Sân bay Jessore có một phi đạo dài 2438 m rải nhựa đường.

## Các hãng hàng không và các tuyến điểm
- United Airways (Bangladesh) (Dhaka)
- GMG Airlines (Dhaka)
- Royal Bengal